# Шуляківська сільська рада
Шуляківська сільська́ ра́да — адміністративно-територіальна одиниця та орган місцевого самоврядування в Жашківському районі Черкаської області. Адміністративний центр — село Шуляки.

## Загальні відомості
- Населення ради: 591 особа (станом на 2001 рік)

## Населені пункти
Сільській раді були підпорядковані населені пункти:
- с. Шуляки
- с-ще Адамівка

## Склад ради
Рада складалась з 12 депутатів та голови.
- Голова ради: Мартинюк Михайло Петрович

### Керівний склад попередніх скликань
| Прізвище, ім'я, по батькові | Основні відомості                                    | Дата обрання | Дата звільнення |
| --------------------------- | ---------------------------------------------------- | ------------ | --------------- |
| Садівський Петро Степанович | Сільський голова, 1940 року народження, безпартійний | 26.03.2006   | 31.10.2010      |
| Мартинюк Михайло Петрович   | Сільський голова, 1967 року народження, освіта вища  | 31.10.2010   |                 |

Примітка: таблиця складена за даними сайту Верховної Ради України

### Депутати
За результатами місцевих виборів 2010 року депутатами ради стали:

#### За суб'єктами висування
| Суб'єкт висування                 | Кількість обраних депутатів | %    |
| --------------------------------- | --------------------------- | ---- |
| Самовисування                     | 7                           | 58,3 |
| Партія регіонів                   | 4                           | 33,3 |
| Політична партія «Сильна Україна» | 1                           | 8,3  |

#### За округами
| № округу                          | Прізвище, ім'я, по батькові    | Дата визнання обраним | Освіта  | Партійна приналежність                  | Відомості про обраного депутата           |
| --------------------------------- | ------------------------------ | --------------------- | ------- | --------------------------------------- | ----------------------------------------- |
| Партія регіонів                   |                                |                       |         |                                         |                                           |
| 3                                 | Горобець Світлана Петрівна     | 02.11.2010            | середня | позапартійна                            | фельдшерсько-акушерський пункт, аку-шерка |
| 5                                 | Стадник Тетяна Леонідівна      | 02.11.2010            | середня | член Партії регіонів                    | Дитячий садок, завідувачка                |
| 9                                 | Степаненко Наталія Павлівна    | 02.11.2010            | середня | член Партії регіонів                    | Дитячий садок, повар                      |
| 11                                | Васькевич Любов Михайлівна     | 02.11.2010            | середня | член Партії регіонів                    | Жашків РайСТ, продавець                   |
| Політична партія «Сильна Україна» |                                |                       |         |                                         |                                           |
| 7                                 | Михайлюк Тетяна Олексіївна     | 02.11.2010            | середня | член Політичної партії «Сильна Україна» | тимчасово не працює                       |
| Самовисування                     |                                |                       |         |                                         |                                           |
| 1                                 | Вівчар Володимир Станіславович | 02.11.2010            | середня | позапартійний                           | ТОВ «Тікич-Агро», тракто-рист             |
| 2                                 | Стешук Галина Петрівна         | 02.11.2010            | середня | позапартійна                            | Дитячий садок, завгосп                    |
| 4                                 | Бялківська Ірина Сергіївна     | 27.12.2010            | середня | позапартійна                            | тимчасово не працює                       |
| 6                                 | Стадник Валентина Василівна    | 02.11.2010            | середня | позапартійна                            | Сільська рада, головний бух галтер        |
| 8                                 | Садівський Юрій Петрович       | 27.12.2010            | середня | позапартійний                           | тимчасово не працює                       |
| 10                                | Цапок Леонід Францович         | 02.11.2010            | вища    | член Народної партії                    | ФГ «Чародій» м. Жашків, ветлікар          |
| 12                                | Калаба Надія Іванівна          | 02.11.2010            | середня | позапартійна                            | тимчасово не працює                       |